# 2022年日本热浪
2022年日本热浪是2022年出現在日本境內的热浪。日本此輪熱浪從6月28日开始，一直持续到8月。日本多地创下1875年有氣象记录以来的最高气温，而且此次熱浪也是日本有氣象记录以来遇到的最熱的一次熱浪。日本群马县伊勢崎市最高气温達到40.2 °C（104.4 °F），而东京一度連續7天氣溫達到35 °C（95 °F）以上。

## 原因
2022年6月，太平洋上空出現的高压导致热带地區的空氣流入日本，使得日本出現高溫。 气象学家Jodie Woodcock認為日本出現了热穹，並且Jodie Woodcock認為热穹的出現與气候变化以及拉尼娜现象有關。 
日本的雨季于2022年6月27日结束，這比往年提早22天結束，也是自1951年以来最早結束的雨季。 

## 影响
15,657人因天氣炎熱前往医院急诊科就醫。  439人需要住院，為期三周以上，另有5,261人需要短暫住院。 截至7月25日，已有80人因天氣炎熱而死亡。 
整个6月，东京都因中暑被送医的人数为1517人，是2021年同期的6倍。
日本地方鐵路的鐵軌因高溫過熱，部分列車停駛。东京及周边地区供电紧张，约8800家7-11便利店不在15时至18时电力供应较为紧张的时段制作油炸食品等。